# 解救吾先生
《解救吾先生》是一部2015年的中國內地警匪劇情片，由丁晟编剧并执导，刘德华、刘烨、王千源和吴若甫主演。电影大致改编自2004年的吴若甫綁架案，讲述来自香港的演员吾先生遭劫匪绑架后、冷静求生以及警匪对决最终获救的过程。中国大陆、香港分别于2015年9月30日、10月8日公映。

## 剧情
农历1月13日的凌晨1点，香港影星吾先生和影视公司老板程总刚从北京一家夜店出来，吾就被以张华（外号华子）为首的三名绑匪团伙拿枪胁迫以吾先生涉嫌交通违法的名义强行开车绑走，吾先生随后被押送至匪徒在北京郊县的一处偏僻的农家院房屋内，在那里他发现还有另外一名被绑架的年轻人小窦，原来小窦是前一天晚上因开奔驰车而被绑架的，因拿不出绑匪索要的赎金，于是便遭到了匪徒们的虐待和殴打。看此情景，吾先生提出自己替小窦交付赎金。镜头一转，案发10多个小时后被抓获的张华在派出所里面临警方的讯问，警方在张华的车里搜到了一批包括枪支和手雷的军火，原来那是他在案发20天前在中俄边境从几名俄国人手中购买到的。
吾先生在北京的住处里有一张存有300万人民币的银行卡，于是张华独自开车带着吾先生的房门钥匙到吾的住处寻找银行卡，吾在此期间曾幻想借着其他三名看守的绑匪不注意时拿到绑匪的枪械杀掉匪徒以自救。另一方面，认为吾先生遭到绑架的程总报警后，刑警支队副队长曹刚带头处理该案，通过照片指认，程总指认出了这是有犯罪前科的张华干的，随后他带领曹刚到吾的住处。然而当刑警们抵达该住所时，拿到了那张银行卡的张华已经离开。而另一位刑警副支队长邢峰通过调查，发现不久前发生的孔氏兄弟案也是张华带头干的——20多天前，孔老二被冒充警察的张华团伙绑架，有钱的孔老大在接到绑匪电话后拒绝与警方合作，绑匪在得到赎金后将其弟杀害，之后几天，孔老大也面临张华的绑架，孔老大在当场反抗后绑匪逃跑，在警方的追缉过程中有绑匪落网受伤，但是使用手雷的张华却得以逃脱。
回去后，张华首先佯装没有找到那张卡并暴力威胁吾先生，之后吾先生希望张华能够信守承诺在取到钱款后释放两人；由于张华在吾的住处看到了吾当兵时拍的照片，于是他问吾为何骗他没有开过枪，吾称那是为了保护自己而撒的谎。当张华拿出摄影机给吾先生录像时，吾借机将摄影机踩坏，并愤怒地称张华的这种行为没有规矩和诚信，之后张华无奈作罢。张华让吾先生找一个朋友去银行将该卡里的钱取出来，吾的好友苏先生在半夜接到这个通话后，很快报了警。当晚被铁链捆绑着的吾和小窦一起度过了一个难忘的夜晚。
天亮后，张华和另一名绑匪开车带着被蒙着面的吾在行驶的路上让吾与苏先生通电话联系取款事宜，吾乘机在外面小便了一次，附近一位开农用车的司机看到了他们并报了警，警方得以了解绑匪的大概活动区域，吾要匪徒为其买来了几个苹果吃以祈求平安。警方安排狙击手埋伏在银行周边，并让几名警察假扮银行工作人员以抓捕前来与苏先生见面的张华。然而不久张华打电话给苏先生，让其到另一个商场的垃圾桶下面拿到了那张卡，警方认为张华应该会在夜晚联系苏先生以方便收钱。邢峰和曹刚等人在行动中抓捕了打算外逃的张华匪徒同伙冬子，从其口中得知人质的关押地是一个果园旁的农家院。当晚，通过大量警力的搜查，警方终于在一个小区外面发现了张华所驾驶的那辆车子（车牌号码是警方通过许多调查获知的），并将其车右前轮的气放掉。此时张华刚与情人发生了性关系，他在离开前要求女友将孩子生下来。张华驾车行驶中受到警方多辆车子的秘密交替跟踪，终于在一个修车铺前面，邢峰带头将正在等待的张华顺利抓获。
被抓后的张华提出要与女友见一面，于是警方将其带至医院里与身体不适而住院的女友见面，通过搜身邢峰从张华的裤裆里发现了女友在拥抱时秘密给张华的一幅手铐钥匙。最后，为了及时营救出吾先生，张华只得指引着刑侦大队长张国正所带领的大队人马朝关押人质的那个农家小院出发。由于当晚21点是绑匪们约定的最后时间，吾和小窦从胖绑匪口中得知无论张华拿到或拿不到赎金，人质都要被杀掉，而且张华以前就杀过得到了赎金的人质，愤怒的小窦这时情绪失控，吾则安慰他并唱了一首《小丑》给他听，小窦也告诉吾说他原先开的是女友的车，由于担心女友交付赎金时受到绑匪的伤害，所以他才欺骗张华他们拿不出赎金，吾称其做法是对的。看守人质的苍哥与另一人在院子里挖了预备埋葬吾和小窦尸体的土坑，并预备完事后在土上面栽上几颗苹果树；此时吾以提供上百万赎金哀求那名尚有善念的胖绑匪放过他和小窦，但是在苍哥的威胁下没有成功。就在三名绑匪对两名人质实施勒脖加害的过程中，秘密徒步穿过果树林的警察们终于在关键时刻越墙闯进屋营救出了吾和小窦，惊魂未定刚从鬼门关走了一遭的吾先生默然良久，事后再三感谢警察们的营救行动，案发20个小时之后吾与苏先生、程总、小窦与小窦女友激动含泪相拥在了一起。
十个月后，北京市中级人民法院以绑架罪、故事杀人罪、非法买卖枪支罪、非法持有枪支罪数罪并罚判处张华等3名罪犯死刑、数人有期徒刑至无期徒刑不等刑罚。在被执行死刑之前，张华先与母亲含泪告别，之后吾先生也看望了他最后一面，并赠送了一篮苹果给他。

## 角色
| 演員   | 角色      | 備註                | 真实原型 |
| 刘德华 | 吾先生    | 被绑架之人 香港影星 | 吴若甫   |
| 刘烨   | 邢峰      | 刑侦支队副队长      |          |
| 王千源 | 张华/华子 | 绑匪头目            | 王立华   |
| 吴若甫 | 曹刚      | 刑侦支队副队长      | 曹志刚   |
| 林雪   | 苏先生    | 吾先生好友          |          |
| 蔡鹭   | 小窦      | 另一位被绑架之人    | 杜庆疆   |
| 赵小锐 | 张国正    | 刑侦大队长          |          |
| 余皑磊 | 苍哥      | 冷酷狠毒的绑匪      |          |
| 李梦   | 陈晨      | 张华女朋友          |          |

## 创作
影片改编自演员吴若甫于2004年2月3日凌晨在北京一家酒吧附近被以王立华为首的三名冒充警察的男子劫持绑架的真实案件，经过22个小时的侦破后，吴若甫与另一被绑人杜庆疆被警方成功解救。导演丁晟得知此事件后，认为会有人将这起事件拍成电影。后来在他拍《警察故事2013》时遇到了当年侦办吴若甫案件的警察，又找到了当时同时绑架的另外一个人杜慶疆，于是丁晟了解到了事件的更多真实细节。之后他用了一年多时间做笔记以及搜集素材，并观看了该案绑匪自我剖析的视频最终创作出了这部电影。
在角色选择上，导演丁晟本想让吴若甫本色出演人质的角色，但因为这是一个改编的电影，如果让他本人来演人质会让观众感到混淆。关于绑匪的头领的最初决定的是孙红雷，后因档期问题没能一起合作，所以丁晟最终选择了代有绑匪劲儿的王千源。在导演找到刘德华后，他很快就答应了出演这个角色。
导演丁晟表示：“为了这部电影，我几乎走访了当时所有参与这个案件的一线刑警，去充分了解案子发生的细节。大家将会看到一个抽丝剥茧、水落石出的过程”。2015年1月在北京三里屯地区拍摄。2月9日宣布拍摄完毕。刘德华80%的拍摄戏份都需要受到手铐、铁链和脚镣的“特殊对待”，他只能通过语言和表情去表现人物内心复杂的心理活动，丁晟表示“刘德华诠释得很好，完全超出预期，我非常满意”。刘德华每天都会与导演交流探讨“对这个人物和台词的研究成果”， 还提出用电线勒脖“满脸通红，血管青筋都出来了”的戏份。刘烨为了演好警察角色特意在刑警队里体验了数月，学习到了一些刑事案件审讯方法技巧。9月13日凌晨，刘德华发文回忆拍摄过程，称“为他（导演）尝尽肉身之苦，饱经风霜之痛”，和刘烨像“久违的良朋”，并称赞王千源演的很好。
刘德华以“零技巧”翻唱的主题曲《小丑》源自真实案件，当事人吴若甫在被绑架期间唱起过这首歌给另一名人质杜庆疆听。片尾曲《傲慢的上校》由朴树作词、作曲、全新编曲并演唱，这首歌曾收录于2003年朴树发布的《生如夏花》专辑中，是丁晟非常喜欢的一首歌曲。

## 发行与宣传
2015年2月8日，首款预告海报在第65届柏林影展上发布。同年4月12日，主创在北京举办定档发布会上宣布9月30日上映。6月13日下午，主创在上海国际会议中心举办了国内电影行业首例以“群雄亮相、正邪交锋”为主题的全息发布会。9月上旬曝光了海外版预告片。9月15日晚在中国58座城市举行300余场超前点映。9月18日发布终极海报和预告片，9月19日开启全国16点至20点限时第二轮点映。9月21日晚，导演丁晟携刘德华、刘烨、王千源等众主创亮相北京首映礼，之后刘德华分别于9月22日在成都、9月23日在武汉、9月24日在杭州、9月25日在上海、9月26日在福州举行宣传。9月27日刘德华生日当天的13:00～17:00之间进行第三轮点映。9月29日晚刘德华和丁晟出席香港首映礼。

## 评价
9月15日点映后，影片在叙事、节奏、表演、真实感和剪辑等方面都取得了不少观众的好评。在新浪微博电影点评团推出的第八期《电影鉴定报告》中，有222位点评团成员参与鉴定，其中给予3星以上好评的达到99.19%，认为这是“国产警匪电影良心之作”，节奏控制到位，是“丁晟迄今为止最好的电影”，被绑人质刘德华和大反派王千源的表演获得称赞。
影评人小小农：“丁晟借助特定的风格化手段娓娓道来，增强了电影的可看性。非正常叙事，用营救的22小时做时间线，期间却穿插了案发前相隔近一个月的不同案件，“闪回”的插叙毫无黏贴的斑驳印迹。电影启幕，灯红酒绿的街景空镜头被凌乱地剪切转换，夜生活浸泡在融入京剧元素的配乐里，营造的气氛有很强的代入感，莫名焦躁的紧张氛围在聚拢。最后解救吾先生时的“消音”处理也十分精彩，真空地带隔离出人间与地府。丁晟是一个不错的裁缝，能用自己手中的素材，裁剪出令人赏心悦目的高级成衣。”
网易影评：“因为源自真实事件，所以“真实”也成了《解救吾先生》最大的特点，尽管题材本身并不是那种传统的“悬念重重”，但导演丁晟却通过高速镜头语言的运用营造出了很强的紧张感和真实感。这种从一开始就知道结果，再根据事件中的蛛丝马迹去推理营救的叙事方式，令人印象深刻，环环相扣的侦破过程非常紧凑，而被绑架的吾先生、警察、绑匪，又通过头脑的较量展现出了不同的内心世界。”
新浪写道：“电影打破了线性叙事结构，以“案发1点”为时间节点，通过案发前，案发后XX小时等多个时间节点的切换，顺叙倒叙插叙交替进行，用一种更为灵活和立体的方式呈现整个案件，创造了观影上的新鲜感。难能可贵的是，全片从头至尾保持了一种快狠准的感觉，毫不拖泥带水，没有煽情没有说教，加深了叙事上的紧迫感。电影采用纪录片般的影像风格，也秉持了纪录片现场直播般的客观。总体看来，《解救吾先生》本就是一部质量上乘、纪实风格明显的警匪大片。”
1905电影网影评：“丁晟长于警匪片的拍摄，而且专注于小空间中的故事讲述和人物建构，《解救吾先生》同样是在狭窄空间中，交叉的进行叙事，一个是警局，另一个则是关押人质的农家院子。两个场景分别有一个核心人物，前者是王千源饰演的反派，而后者是刘德华饰演的明星吾先生。在幽闭的空间中，丁晟主要选择了对话和各种细节动作来推动剧情发展，各种手持特写的运用，让影片的真实感陡增，同时这种双线并进叙事的方式，也在丁晟的快速剪辑中充满了节奏感。”
戛纳影展史上最年轻的中国评委magasa撰文称：“2015年还没过完，但是《解救吾先生》已经入选了我的华语十佳推荐”。入选中国影协理论评论委员会投票产生的2015年度“批评家选择”十佳影片。在烂番茄上的10篇专业影评都是好评，新鲜度为100%。

## 票房
中国大陆经过9月15日和19日的两轮点映，共收获780万人民币。第三轮点映成绩为560万，累计1340万。
9月30日上映首日全国排片率仅有11.24%，排名第四位。其后几天排片不到10%，因此不少看过的观众和艺人都在微博上呼吁影院增加排片。首周5天收获8200万人民币列第四位。次周收7486万列第五位，第三周入账2205万列第六位，最终累计1.95亿。
香港首周4天收81.88万港币列第七位，次周收79.93万列第十位，11天累计161.8万。马来西亚累计27.6万美元。

## 奖项
| 頒獎典禮                                   | 獎項           | 名字                                                     | 結果 |
| ------------------------------------------ | -------------- | -------------------------------------------------------- | ---- |
| 第2届丝绸之路国际电影节                    | 年度最佳故事片 | 《解救吾先生》（与《绿地黄花》、《木偶综合症》并列获奖） | 獲獎 |
| 第2届丝绸之路国际电影节                    | 年度最佳男演员 | 刘德华                                                   | 獲獎 |
| 第52屆金馬獎                               | 最佳男配角     | 王千源                                                   | 提名 |
| 第52屆金馬獎                               | 最佳剪辑       | 丁晟                                                     | 提名 |
| 第16届华表奖                               | 优秀故事片     | 《解救吾先生》                                           | 獲獎 |
| 第七届“中国影协杯”                         | 十佳电影剧作   | 《解救吾先生》                                           | 獲獎 |
| 第16届华语电影传媒大奖                     | 最佳男配角     | 王千源                                                   | 獲獎 |
| 2015年度《青年电影手册》“华语十佳”颁奖典礼 | 年度男配角     | 王千源                                                   | 獲獎 |
| 第31届金鸡奖                               | 最佳男配角     | 王千源                                                   | 獲獎 |
| 第31届金鸡奖                               | 最佳摄影       | 丁豫                                                     | 提名 |
| 第31届金鸡奖                               | 最佳剪辑       | 丁晟                                                     | 獲獎 |